# Eugeneodòntides
Els eugeneodontiformes (Eugeneodontiformes) són un ordre extint i poc conegut d'uns peixos cartilaginosos. amb una estranya espiral de dents en la símfisi de la mandíbula inferior, i aletes pectorals reforçades per llargs radials. El palatoquadrat es va fondre al crani o es va reduir. Actualment s'ha determinat que estan dins dels holocèfals, i que els seus parents més propers és el peix rata.
El significat del nom « Eugeneodont» significa «veritable origen de les dents», que prové de l'antic grec εὖ (eu, bo / veritable) + γένος (guénos, raça / tipus / origen) + ὀδούς (odoús, dent).
Els membres dels eugeneodontiformes es classifiquen en diferents famílies. Els membres més ben conservats que s'han descobert són normalment ubicats dins de les famílies Helicoprionidae («serres espirals»), i Edestidae («els que devoren»). Els primers que contenen els gèneres Helicoprion, Sarcoprion i Parahelicoprion, i l'Edestidae conté els gèneres Edestus, Listracanthus i Metaxyacanthus.
Es creu que tots els eugeneodonts són per força carnívors, i cada gènere tenia comportaments d'alimentació especialitzats, intervals de territori i preses específiques. D'aquests animals només es coneixen fragments de l'esquelet, el que reflecteix el fet que tenia molt poc cartílag calcificat.

## Taxonomia
- Família Eugeneodontidae †
  - Gènere Bobbodus †
  - Gènere Eugeneodus †
  - Gènere Gilliodus †
- Superfamília Edestoidea †
  - Família Helicoprionidae †
    - Gènere Agassizodus †
    - Gènere Arpagodus †
    - Gènere Campyloprion †
    - Gènere Helicoprion †
    - Gènere Hunanohelicoprion †
    - Gènere Parahelicoprion †
    - Gènere Sarcoprion †
    - Gènere Sinohelicoprion †
    - Gènere Toxoprion †

  - Família Edestidae †
    - Gènere Edestus †
    - Gènere Helicampodus †
    - Gènere Lestrodus †
    - Gènere Listracanthus †
    - Gènere Metaxyacanthus †
    - Gènere Parahelicampodus †
    - Gènere Physonemus †
    - Gènere Prospiraxis †
    - Gènere Syntomodus †
- Superfamília Caseodontoidea †
  -     - Gènere Campodus †
    - Gènere Chiastodus †

  - Família Caseodontidae †
    - Gènere Caseodus †
    - Gènere Erikodus †
    - Gènere Fadenia †
    - Gènere Ornithoprion †
    - Gènere Romerodus †

## Galeria d'imatges

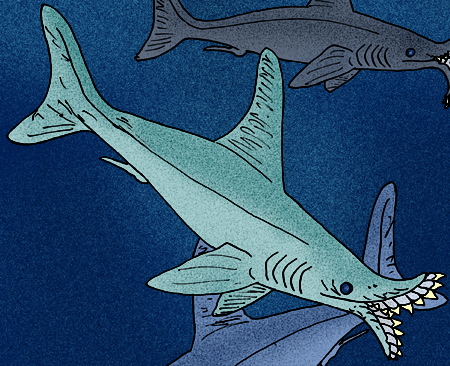
Edestus giganteus
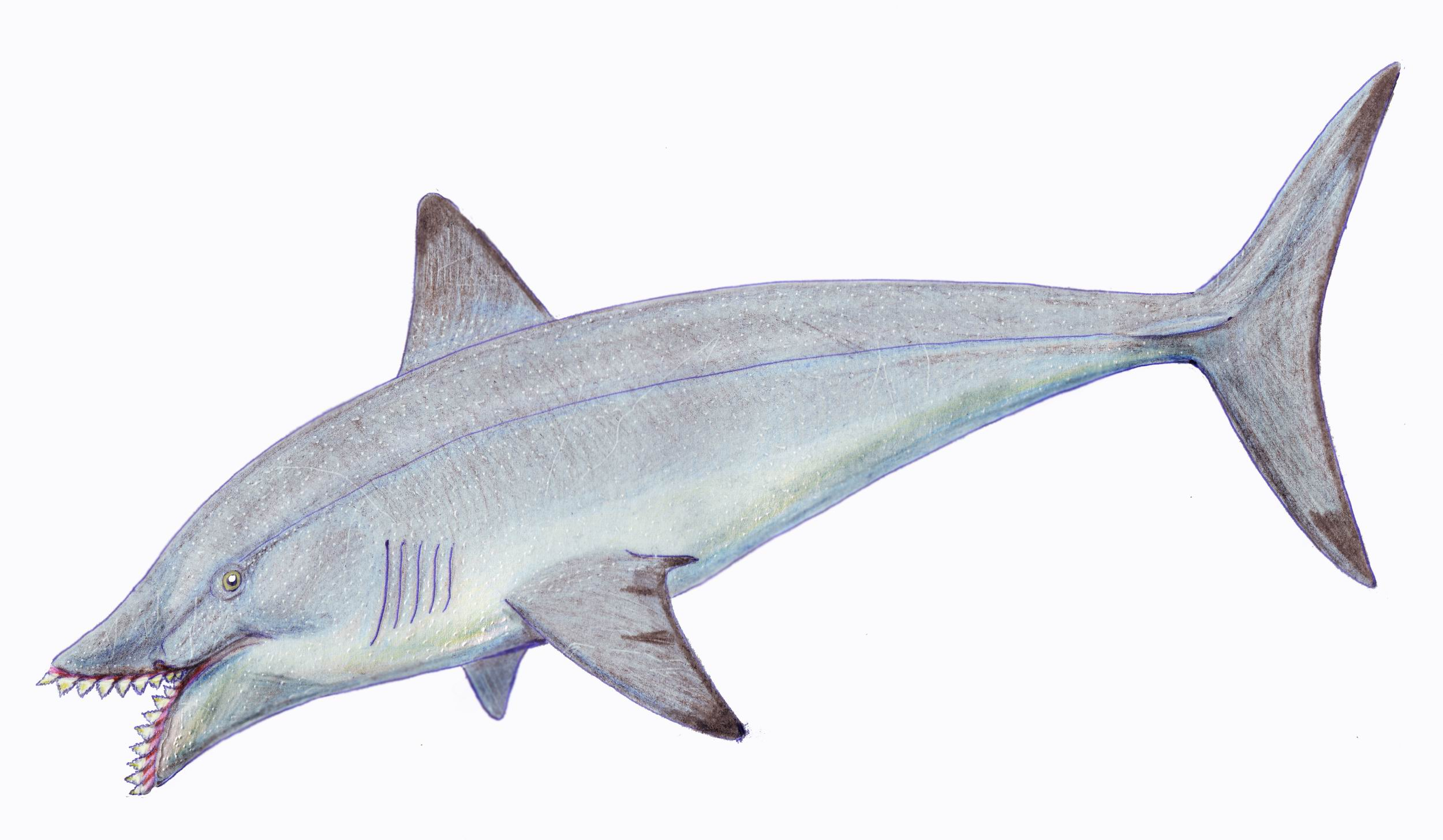
Edestus protopirata
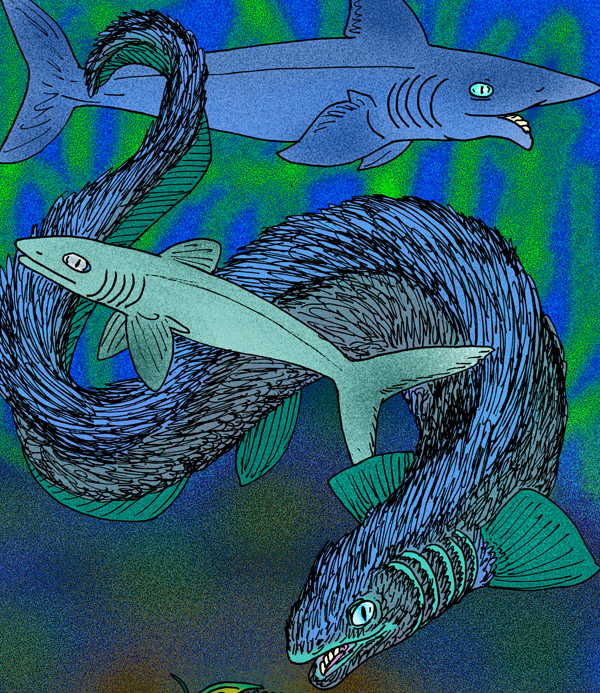
Listracanthus hystrix
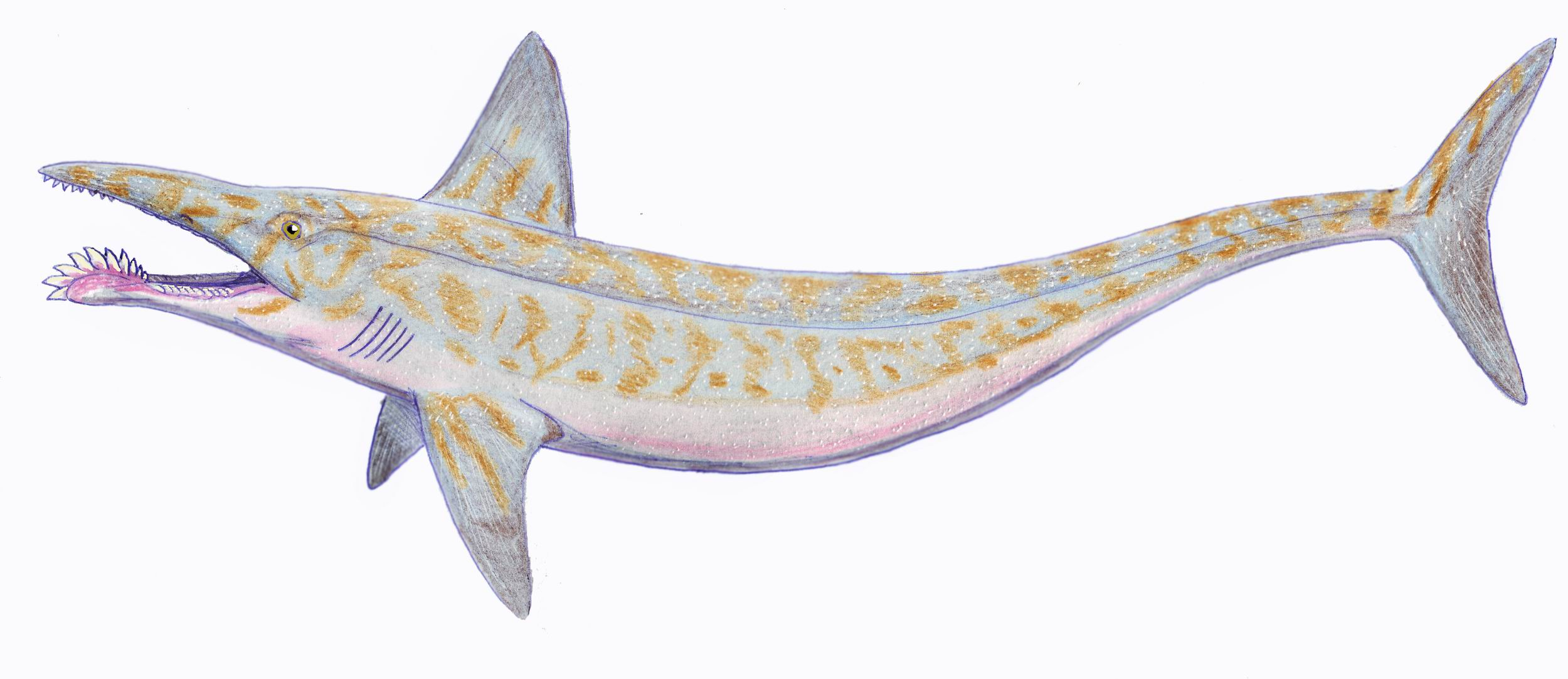
Parahelicoprion clerci
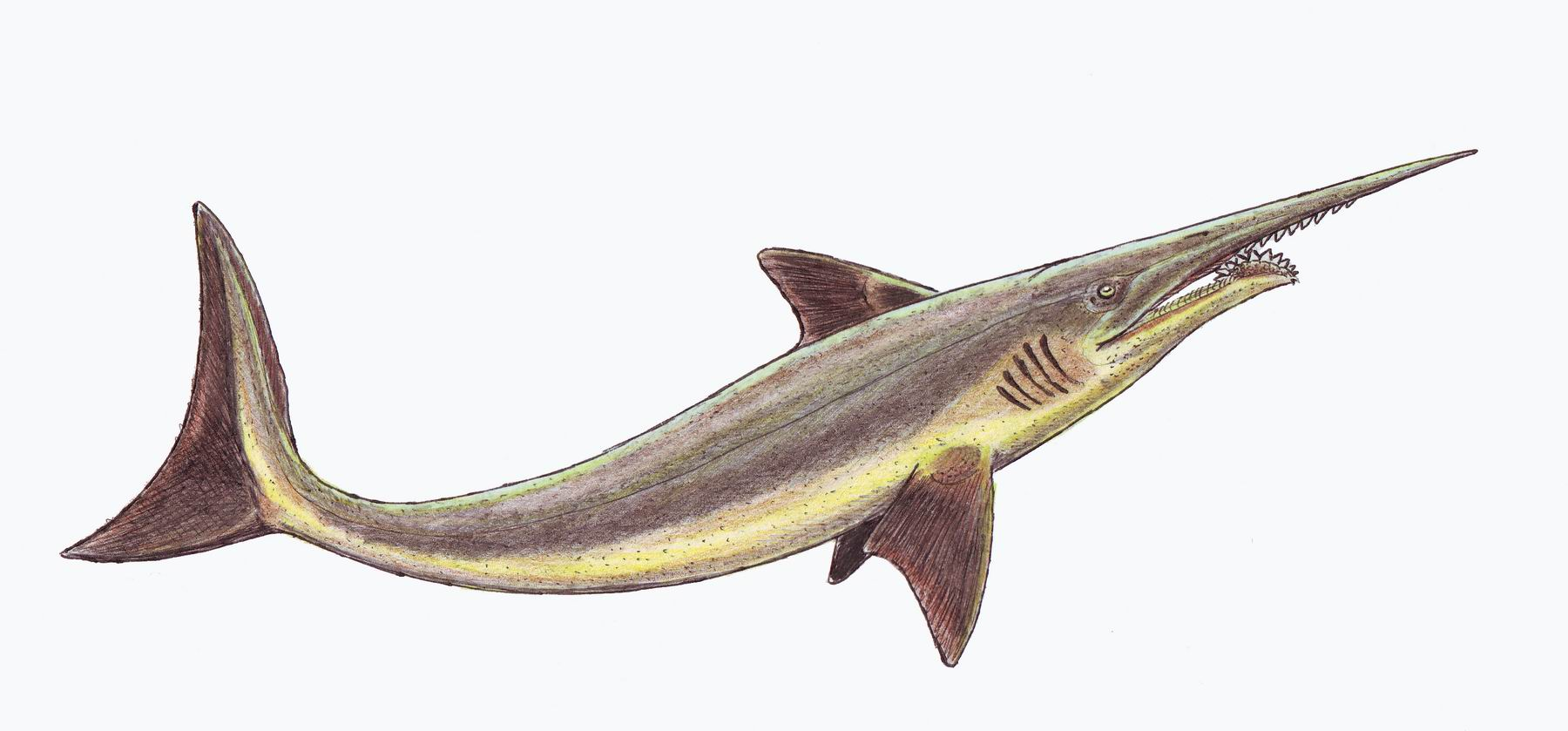
Sarcoprion edax